# Das Jesus-Grab
Das Jesus-Grab (Englischer Originaltitel The lost Tomb of Jesus) ist ein Dokumentarfilm über die Suche nach dem Grab Jesu. Der Film wurde 2007 erstmals im Fernsehen ausgestrahlt und löste heftige Reaktionen bei Kirchenvertretern und Wissenschaftlern hervor. Regie führte Simcha Jacobovici, ausführender Produzent war James Cameron.

## Inhalt
1980 wurde bei Bauarbeiten im Süden von Jerusalem am Rande des Vorortes Talpiot ein Familiengrab aus der Zeit des Zweiten Tempels freigelegt (vgl. Talpiot-Grab), das von israelischen Archäologen untersucht wurde. Den Funden wurde zunächst kein außergewöhnliches Interesse zuteil. Die aufgefundenen Begräbnisgefäße, so genannte Ossuare (Knochenkästen), wurden der Antiquitäten-Behörde übergeben. Danach wurden die Bauarbeiten fortgesetzt und der Zugang zur Grabstätte wurde zugeschüttet.
Ein Team stellte Nachforschungen an und untersuchte die Ossuare erneut. Auf sechs der Steingefäße waren Namen eingraviert (Epigraphen).
Die Namen, die auf den Ossuarien gestanden haben sollen, waren:
Joseh (Joseph)
Marjah (Maria)
Matjah (Matthäus)

Jeschua Bar Jehosef (Jesus, Sohn von Joseph)
Jehuda Bar Jeschua (Judas, Sohn Jesu)
und Mariamenou Mara.
Angeblich handle es sich um das Familiengrab Jesu. Analysen von Resten aus den Ossuaren schienen diese These zu stützen. Eine statistische Analyse über die Häufigkeit von Namen zur Zeit Jesu wurde als Hauptbeweis angeführt. Weiter wurde der Schluss gezogen, Jesus sei mit Maria Magdalena verheiratet gewesen und sie hätten einen Sohn gehabt. Das Team begab sich auf die Suche nach der Familiengrabstätte in Jerusalem-Talpiot und entdeckte sie schließlich wieder. Durch einen Schacht stiegen sie ein und untersuchten das Grab erneut, mussten aber die Untersuchungen abbrechen, da sie keine Genehmigung eingeholt hatten.

## Kritik
Die israelischen Behörde für Antiquitäten bekräftigte im Jahr 2003, dass die Inschriften auf den Knochenkästen zu einem viel späteren Zeitpunkt eingeritzt und künstlich mit einer Patina überzogen wurden.
Weiter ist zu kritisieren, dass nur von einer mitochondrialen DNA-Analyse der behaupteten Überreste von Jesus und Maria Magdalena berichtet wurde. Aus dem Ergebnis, dass beide nicht dieselbe Mutter haben, wurde die These abgeleitet, dass Jesus und Maria Magdalena verheiratet gewesen seien. Viel interessanter aber wäre ein DNA-Vergleich der vermeintlichen Überreste von Maria (Mutter Jesu) mit denen der Geschwister Jesu: Simon, Josef (Joses), Judas, Jakobus und natürlich von Jesus selbst. Damit könnten viele Behauptungen erhärtet oder rasch widerlegt werden.
Kritiker wie Jürgen Zangenberg, Professor für Neues Testament an der Universität Leiden (Niederlande), bezeichnen die dem Film zu Grunde liegende Theorie als unrealistisch. Es gehe nicht um wissenschaftliche Erkenntnisse: „Hier geht es um Geld und um Schlagzeilen.“